# Konrad Grebe

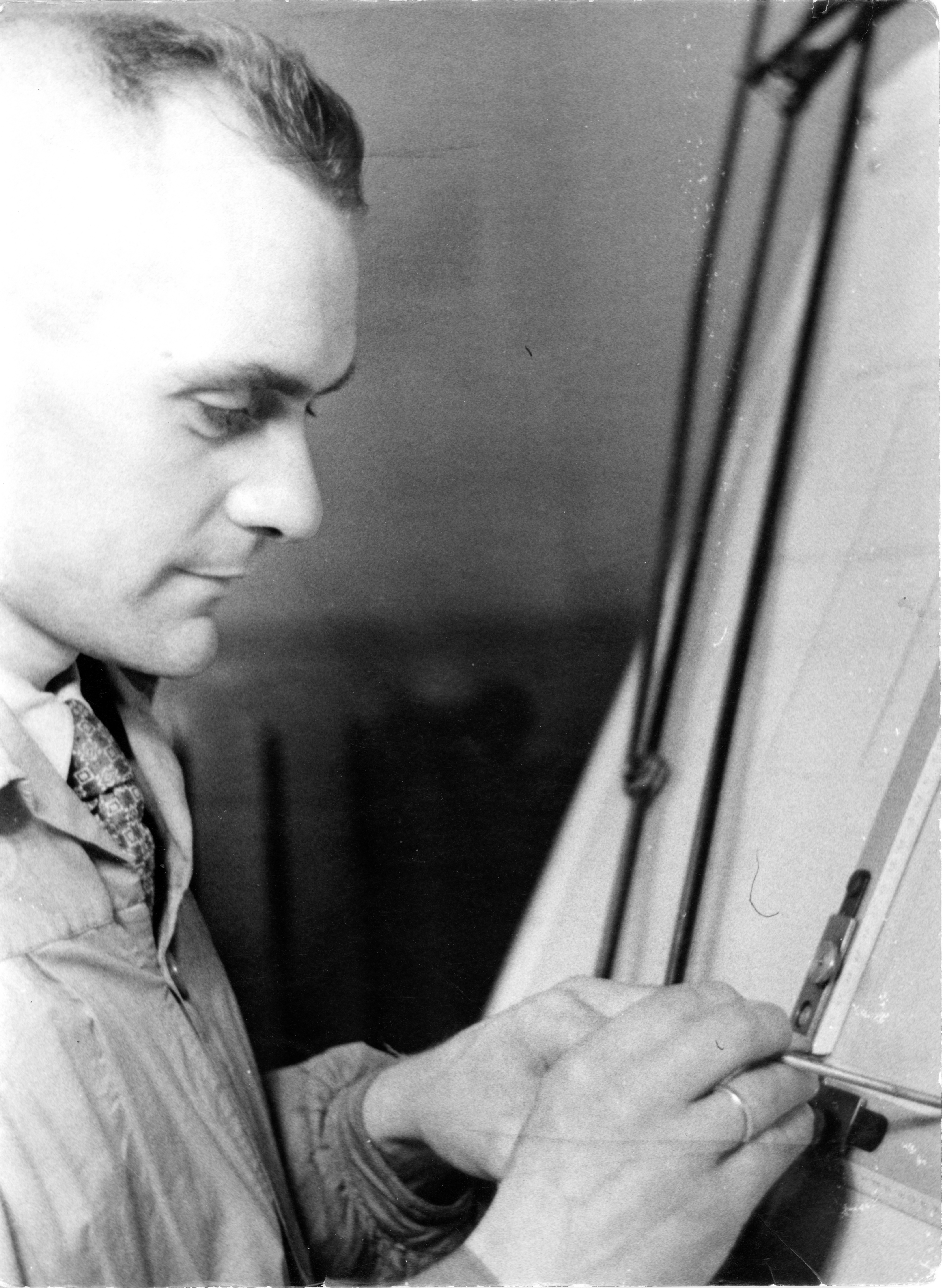
Konrad Grebe 1950 bei der Arbeit am Reißbrett.

Fotobuch Konrad Grebe

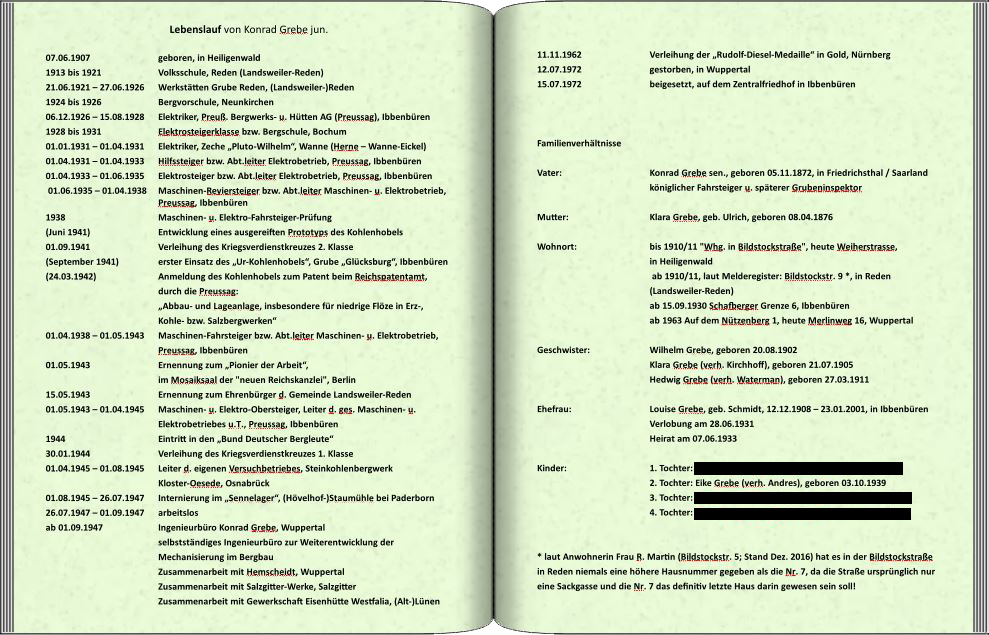
Seite 48 & 49 des Fotobuches über Konrad Grebe

Konrad Grebe (* 7. Juni 1907 in Heiligenwald, heute Ortsteil von Schiffweiler; † 12. Juli 1972 in Wuppertal) war ein deutscher Steiger und Erfinder. International bekannt ist er als Vater des Kohlenhobels.

## Leben

### Herkunft, Ausbildung und erste Berufsjahre
Der im Saarrevier geborene Sohn eines Grubeninspektors begann als Vierzehnjähriger seine bergmännische Laufbahn in den Werkstätten der Grube Reden in Landsweiler-Reden. Nach Abschluss der Bergvorschule in Neunkirchen und der Elektrosteigerklasse der Bergschule in Bochum trat er 1931 als Hilfssteiger in den Dienst der Steinkohlenbergwerke Ibbenbüren der Preußischen Bergwerks- und Hütten AG (Preussag). 1933 wurde er dort zum Steiger, 1935 zum Reviersteiger und 1938 zum Elektrofahrsteiger befördert. Als Maschinen- und Elektroobersteiger leitete er den Maschinen- und Elektrobetrieb unter Tage.

### Erfinder des Kohlenhobels

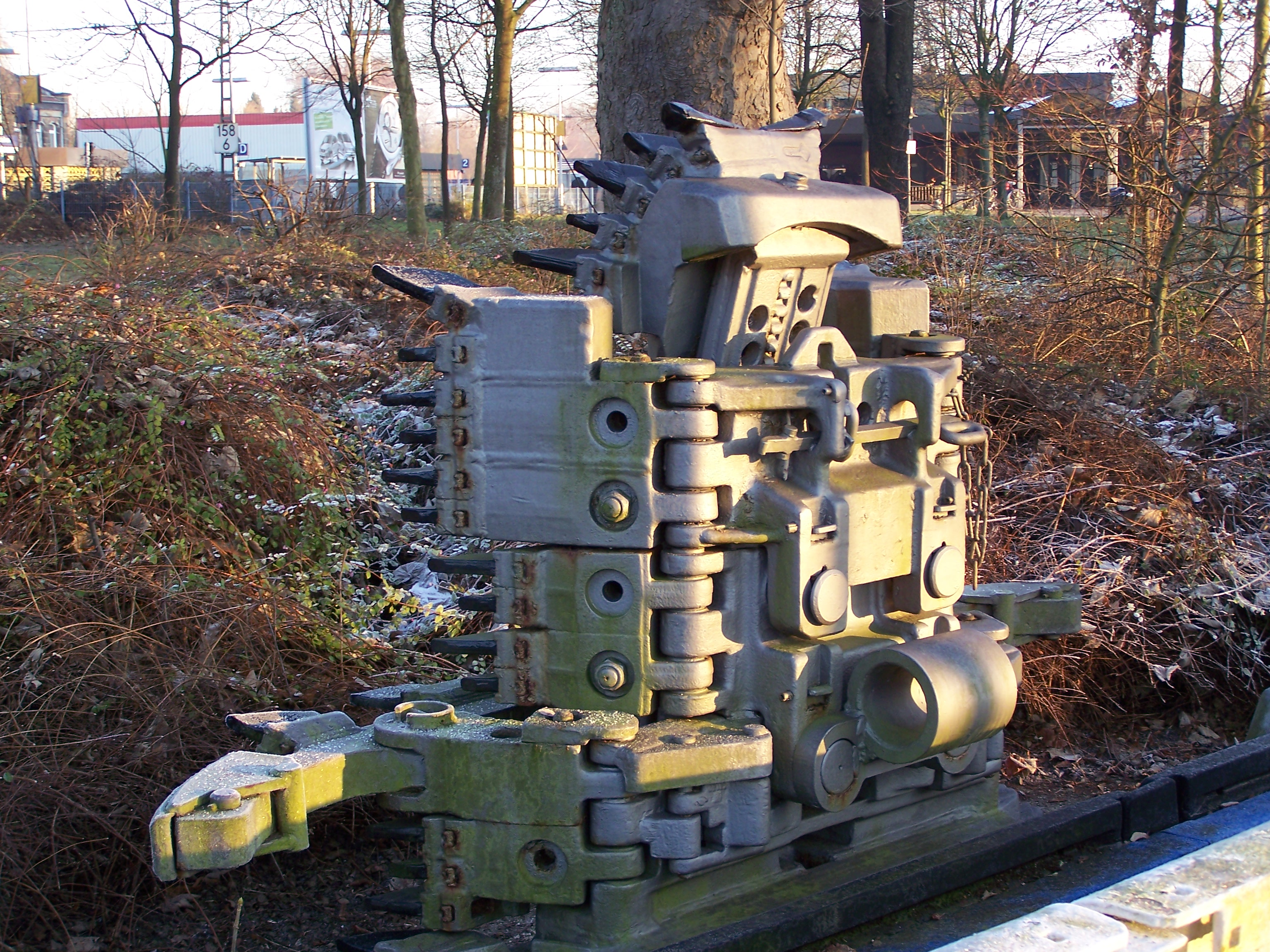
Kohlenhobel-Denkmal in Ibbenbüren

In diesen Jahren hatte sich Grebe bereits betriebsintern einen Namen als Tüftler und Erfinder gemacht, hielt mehr als ein Dutzend Patente, darunter eines für ein elektrotechnisches Gerät, das die Grubensicherheit erhöhte. Um 1937 erfand er in enger Zusammenarbeit mit seinem Team den Kohlenhobel. Erste Versuche mit einem schälend arbeitenden Kohlengewinnungsgerät gab es bereits zur Jahreswende 1936/37. Dazu hatte man bereits 1936 im Ibbenbürener Bergwerk eine Klappförderrinne entwickelt. Die ersten Versuche mit einer an einer Grubenschiene angeschweißten Schneide verliefen jedoch nicht völlig befriedigend. Auch bei einer 1939 gebauten Konstruktion aus Schrapperkasten mit beiderseitigen Schneiden gab es noch verschiedene technische Probleme. Anfang 1940 gab es zudem Versuche mit einem pflugartigen Aufreißer. Aus den Erkenntnissen all dieser Vorversuche wurde schließlich im Juni 1941 ein Modell entwickelt, das fast schon dem späteren Kohlehobel entsprach. Der anhand dieser Vorlage gebaute Ur-Hobel kam im September 1941 in einem Restpfeiler des Flözes Glücksburg erstmals zum Einsatz und wurde bis zum Jahresende nochmals weiter verbessert. Damit war der einsatztechnische Durchbruch gelungen, und am 24. März 1942 folgte die Patentanmeldung als „Abbau- und Lageanlage, insbesondere für niedrige Flöze in Erz-, Kohle- bzw. Salzbergwerken“ durch die Preussag beim Reichspatentamt.
Zu diesem Zeitpunkt hatte die Reichsvereinigung Kohle einen Wettbewerb zur „Förderung der maschinellen Kohlengewinnung“ gestartet, bei dem sie einen Preis von 60.000 Reichsmark (entspricht heute etwa 290.000 EUR) für denjenigen aussetzte, dem es gelang, eine Maschine zu bauen, mit der bei der Förderung von 100 Tonnen Kohle drei Mann eingespart werden konnten. Die Preussag meldete Grebes Kohlenhobel im Juni 1942 zu dem Wettbewerb an und erbrachte den Nachweis, dass sich mit dessen Konstruktion sogar neun Mann einsparen ließen. Bereits Ende August 1942 erhielt der Erfinder die 60.000 Mark und zum Ende des Jahres von der Reichsvereinigung Kohle weitere 60.000 Mark, weil er durch Verbesserungen seinen Kohlenhobel auch für ganz niedrige Flöze einsatzfähig gemacht hatte.
Was ihn zu seiner Erfindung bewogen hatte, erläuterte er 1943 mit seinen eigenen Worten:

„[I]ch war als Steiger sehr oft vor Ort und wunderte mich eigentlich immer, weshalb in unserem technisierten Zeitalter die Maschine noch nicht bis in den Streb vorgedrungen war. Ich sah die Hauer mit Spitzhacken und Preßlufthämmern die Kohle losschlagen, ich sah sie schwitzen und schuften in der staubigen Hitze und dachte mir: Donnerwetter – überall hat die Maschine das Los des Menschen erleichtert – warum nicht auch hier?“

Grebes Erfindung stieß umgehend auf großes Interesse in den bergbaulichen Fachkreisen, und bereits im August 1942 gab es erste Besprechungen mit der Zulieferindustrie, damit diese die Neuentwicklung in ihr Produktionsprogramm aufnahm. Im gleichen Jahr startete man noch erfolgreiche Versuche mit selbst gebauten Hobeln in 14 Schachtanlagen des Ruhrreviers. Der Hobel erhielt die Bezeichnung Einheitshobel, wurde aber wegen seiner Entwicklungsfirma auch Preußenhobel genannt. Damit begann der Siegeszug der mechanisierten Kohlengewinnung, der sich nach Ende des Zweiten Weltkriegs auch im ausländischen Bergbau fortsetzte. Ibbenbüren wurde dadurch als „Wiege des Kohlenhobels“ international bekannt.

### Politische Rolle im NS-Staat
Konrad Grebe war NSDAP-Mitglied und darüber hinaus Politischer Leiter der Partei. Als solcher habe er sich „(i)n seiner knappen Freizeit betätigt“, auch hier sei er – wie es hieß – „einer der Treuesten“ gewesen. Anlässlich des Tags der Arbeit am 1. Mai 1943 wurde Konrad Grebe auf Vorschlag des Reichsleiters der NSDAP und Reichsorganisationsleiters der Deutschen Arbeitsfront (DAF) Robert Ley vom Führer Adolf Hitler als „neunter schaffender Deutscher“ und erster Arbeiter mit dem Ehrenzeichen Pionier der Arbeit ausgezeichnet. Die feierliche Verleihung, zu der Grebe in seiner Uniform als Politischer Leiter der NSDAP mit Hakenkreuzbinde angetreten war, erfolgte am 30. April 1943 während einer Tagung der Reichsarbeitskammer im Mosaiksaal der Neuen Reichskanzlei durch Ley. Zahlreiche, zum Teil mit – auch eigens vorab bereitgestellten – Fotos versehene Presseberichte über diese Ehrung und die bewegten Bilder davon in der Deutschen Wochenschau machten Grebe weithin bekannt. Er wurde von der Propaganda zum „einfachen ehrlichen deutschen Mann“ mit Vorbildfunktion stilisiert, von dem es hieß, „(s)ein unermüdliches Schaffen, sein Einsatz, gepaart mit großem Können“ hätten ihm „die Anerkennung der gesamten Nation durch die stolze Auszeichnung des Führers ‚Pionier der Arbeit‘“ gebracht. U. a. widmete der Illustrierte Beobachter, eine NS-Wochen-Illustrierte, dem „Pionier der Arbeit vom 1. Mai 1943“ sogleich eine ganze Seite mit Fotos, von denen eines auf Hitlers „Leibfotografen“ Heinrich Hoffmann zurückgeht. In seiner westfälischen Heimatgemeinde Ibbenbüren wurde Grebe bei seiner Rückkehr aus Berlin ein für die NS-Zeit typischer feierlicher Empfang bereitet, zu dem „die Politischen Leiter, SA. und die anderen Formationen und Gliederungen der Partei, die Hitler-Jugend, Vereine und die Berufskameraden“ auf dem Bahnhofsvorplatz angetreten waren. „BDM und Jungmädel bildeten Spalier, während die Rufe ‚Heil dem Pionier der Arbeit‘ aufklangen“, bevor der NSDAP-Kreisleiter eine Rede hielt und der Amtsbürgermeister sowie der DAF-Betriebsführer Glückwünsche darbrachten. Wenig später, am 15. Mai 1943 verlieh ihm die Gemeinde Landsweiler-Reden, dem Grebes Geburtsort Heiligenwald zwischenzeitlich zugeschlagen worden war, die Ehrenbürgerschaft. Auch danach ließ er sich von der NS-Propaganda vereinnahmen. So sprach er am 13. März 1944 auf der Reichsfeier der weltanschaulichen Feierstunde in Hamburg unter dem Thema „Deutsche Arbeit“ in Anwesenheit von Reichsleiter Alfred Rosenberg. Er schloss seine Rede mit den Worten:

„Die Wertschätzung der Arbeit hat sich im nationalsozialistischen Staat grundsätzlich gegenüber früheren Ansichten geändert. Es ist allein dem Nationalsozialismus zu verdanken, daß durch die Adelung der Arbeit vom ganzen deutschen Volk bereitwillig diese hervorragenden Leistungen erbracht werden, die uns im heutigen Entscheidungskampf zum Siege führen.“

### Weiterer Berufsweg nach Kriegsende

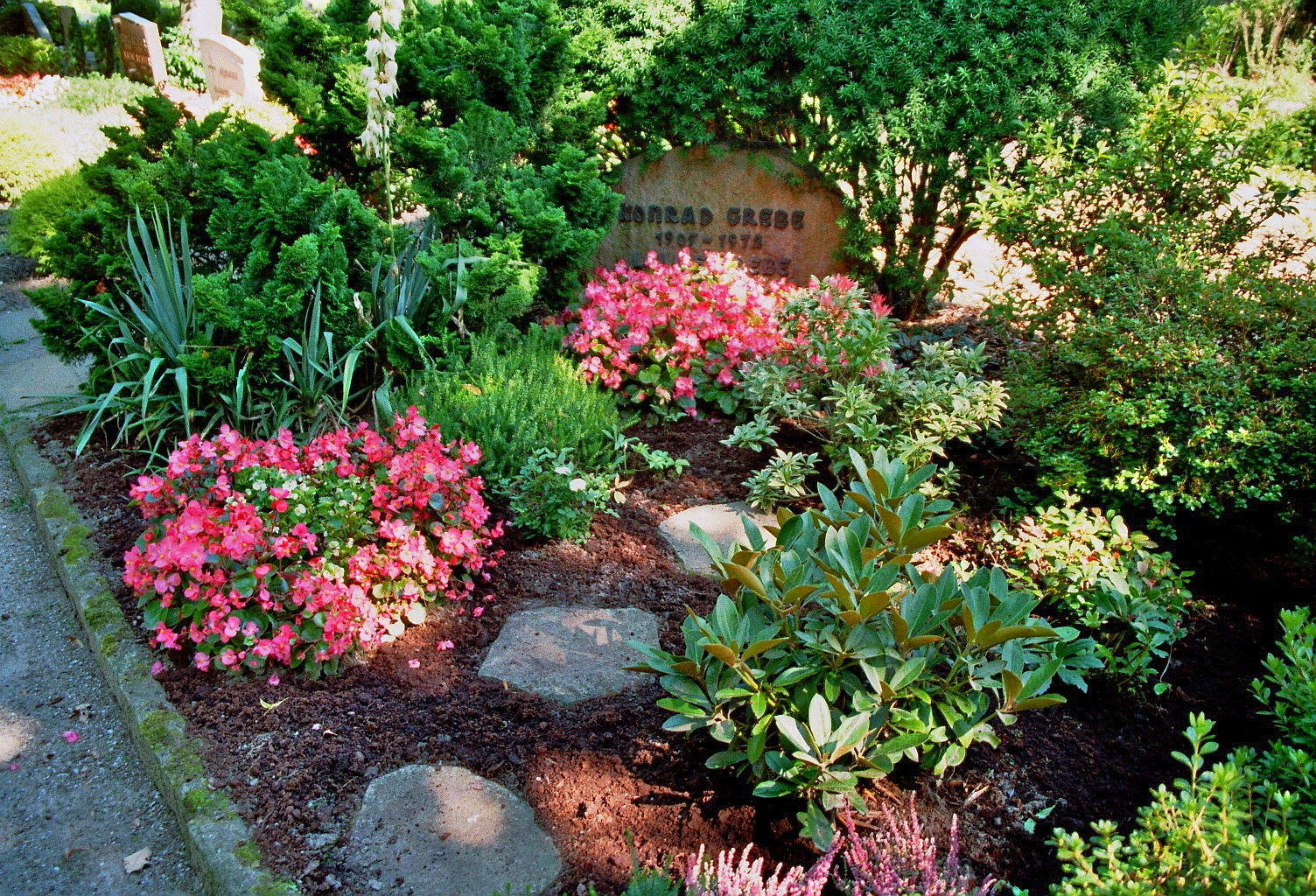
Grab von Konrad und Luise Grebe auf dem Zentralfriedhof Ibbenbüren

Konrad Grebe wurde im Rahmen der Entnazifizierung nach Kriegsende als Funktionsträger des NSDAP verhaftet und verbrachte zwei Jahre im britischen Internierungslager Staumühle (Civil Internment Camp No. 5). Nach seiner Entlassung setzte er seine Tätigkeit als Erfinder von Bergbaumaschinen bei der Zulieferindustrie und ab 1949 im eigenen Ingenieurbüro in Wuppertal-Elberfeld fort. Auch seine späteren Erfindungen hingen fast alle mit der Rationalisierung des Bergbaus zusammen. 1950 entwickelte sein Büro einen umlaufenden, kurvengängigen Endlos-Förderer für die Zechen Victor und Ickern in Castrop-Rauxel. Dieses Hemscheidt-Grebe-Kurvenband wurde von der Salzgitter-Maschinen-AG in Lizenz gebaut. Ebenfalls sehr bekannt wurde das Schrämkeilverfahren zur Kohlengewinnung.
Insgesamt hielt Grebe weit über 100 Patente. 1962 ehrte ihn das Deutsche Institut für Erfindungswesen (DIE) mit der Verleihung der Rudolf-Diesel-Medaille in Gold.
Konrad Grebe starb nur wenige Wochen nach seinem 65. Geburtstag am 12. Juli 1972 in Wuppertal. Seine letzte Ruhe fand er auf dem Zentralfriedhof Ibbenbüren.